# Valley Falls (Oregon)
Valley Falls az Amerikai Egyesült Államok északnyugati részén, Oregon állam Lake megyéjében, a U.S. Route 395 és az Oregon Route 31 csomópontjában elhelyezkedő önkormányzat nélküli település.

## Története
A telepesek ideérkezése előtt tizenegyezer évvel ezelőtt a klamath és modoc indiánok veremházai álltak itt. A közelben sziklarajzokat találtak.
1832-ben a Hudson’s Bay Company megbízásából John Wick és csapata a térségben csapdáztak. 1843-ban John C. Frémont százados földmérést végzett; az Abert-szegélyt és Abert-tavat John J. Abert ezredesről nevezte el.
A helységet C. W. E. Jennings üzlettulajdonos a Chewaucan folyón található vízesésről nevezte el. Az Abert-szegély közelében található, 1909-ben megnyílt posta első vezetője Ernest L. H. Meyer volt. Egykor szálloda, istálló és bálterem is volt itt, valamint egy vasútvonalat is terveztek, azonban ez nem épült meg. 1942-ben a postát az országutak csomópontjához költöztették.

## Földrajz és éghajlat

### Földrajz
A 840 méter magas Abert-szegély a településtől másfél kilométerre keletre fekszik; legfelső 240 métere egy meredek sziklafal. Az észak–déli irányban 48 kilométer kiterjedésű szirt az USA leghosszabb röghegysége. A formációt a miocén során megkövült láva megtörése hozta létre.
A településről rálátás nyílik az Abert-szegélyre; a délre húzódó országút pihenőhelyén kialakulásának története olvasható.

### Éghajlat
A település éghajlata mediterrán (a Köppen-skála szerint Csb). A hidegrekord (-37 °C) 1962-ben dőlt meg.
A térségben kevés csapadék hull (évente 33 milliméter). Hó november és március között fordulhat elő.
| Hónap                                                                               | Jan. | Feb. | Már. | Ápr. | Máj. | Jún. | Júl. | Aug. | Szep. | Okt. | Nov. | Dec. | Év   |
| ----------------------------------------------------------------------------------- | ---- | ---- | ---- | ---- | ---- | ---- | ---- | ---- | ----- | ---- | ---- | ---- | ---- |
| Átlagos max. hőmérséklet (°C)                                                       | 5,7  | 7,2  | 11,1 | 13,9 | 19,6 | 25,1 | 30,1 | 29,3 | 24,1  | 17,4 | 10,5 | 5,2  | 16,7 |
| Átlaghőmérséklet (°C)                                                               | −0,2 | 1,1  | 3,7  | 6,1  | 10,4 | 14,7 | 18,9 | 17,9 | 13,2  | 8,1  | 3,1  | −0,9 | 8,1  |
| Átlagos min. hőmérséklet (°C)                                                       | −5,5 | −5,1 | −3,7 | −1,8 | 1,3  | 4,4  | 7,8  | 6,6  | 2,3   | −1,3 | −3,9 | −7,0 | −0,5 |
| Átl. csapadékmennyiség (mm)                                                         | 38   | 36   | 25   | 25   | 38   | 30   | 10   | 8    | 15    | 25   | 30   | 36   | 316  |
| Forrás: Nemzeti Óceán- és Légkörkutatási Hivatal és Western Regional Climate Center |      |      |      |      |      |      |      |      |       |      |      |      |      |

## Fordítás
- Ez a szócikk részben vagy egészben  a   Valley Falls, Oregon című angol Wikipédia-szócikk ezen változatának fordításán alapul.  Az eredeti cikk szerkesztőit annak laptörténete sorolja fel. Ez a jelzés csupán a megfogalmazás eredetét és a szerzői jogokat jelzi, nem szolgál a cikkben szereplő információk forrásmegjelöléseként.